# Explorer (Schiff, 1969)
Die Explorer war ein Kreuzfahrtschiff, das vom kanadischen Reiseveranstalter G.A.P. Adventures für Expeditionskreuzfahrten eingesetzt wurde. Sie sank am 23. November 2007 in antarktischen Gewässern, nachdem sie vermutlich einen Eisberg gerammt hatte.

## Geschichte des Schiffes

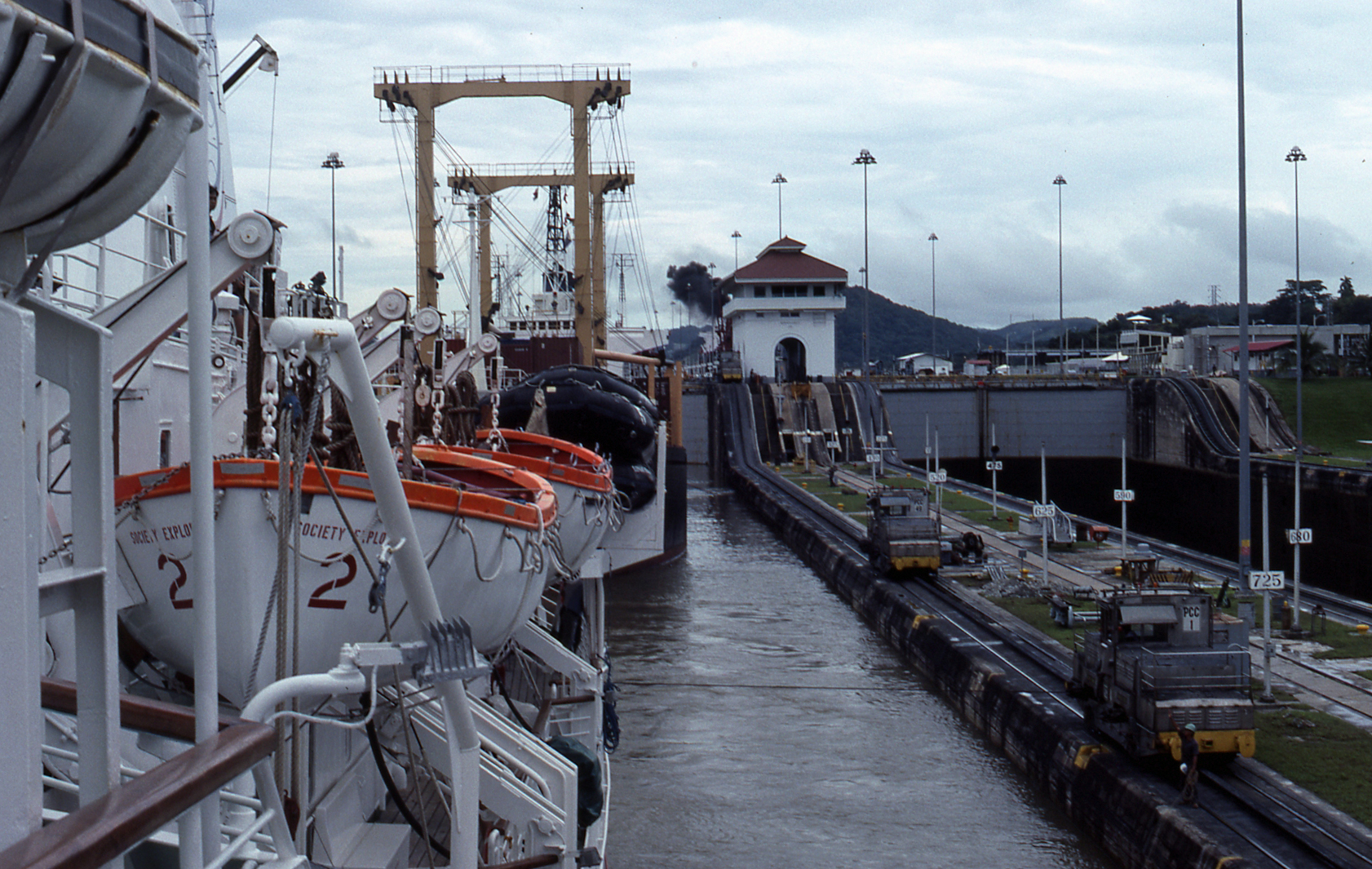
Society Explorer 1988 im Panamakanal

Das vom dänischen Schiffsarchitekturbüro Knud E. Hansen entworfene Schiff wurde 1969 auf der Nystads Varv im finnischen Nystad gebaut und als Lindblad Explorer unter der Flagge Norwegens in Dienst gestellt. Das Kreuzfahrtschiff war eines der ersten, das speziell für Reisen in entlegene Gegenden der Erde, insbesondere auch in die Polarregionen, gebaut wurde.
Im Februar 1972 lief das Schiff in der Antarktis in der Nähe des La Plaza Point auf Grund, konnte aber vom Hochseeschlepper Arctic freigeschleppt werden. 1989 war es an einer Rettungsaktion für ein vor der Anvers-Insel auf Grund gelaufenes, argentinisches Versorgungsschiff beteiligt.
Nachdem das Schiff mehrfach verkauft worden war, kam es 1985 zur ehemaligen, auch die World Discoverer betreibenden Bremer Discoverer-Reederei. Das Schiff wurde an den Reiseveranstalter Society Expeditions (Seattle) verchartert und in Society Explorer umbenannt. Seit 1992 hieß das Schiff Explorer, seit Ende 2004 fuhr es für G.A.P. Adventures unter der Flagge Liberias.
Das Schiff, das aufgrund seiner Farbe auch liebevoll das „kleine rote Schiff“ genannt wurde, befuhr als erstes Kreuzfahrtschiff 1984 die Nordwestpassage. Weiterhin war es das erste Kreuzfahrtschiff, das 1970 in die Antarktis fuhr und sie 1973 von Neuseeland nach Argentinien teilweise umrundete, das den Amazonas von Brasilien nach Peru befuhr und 1988 Prowidenija in Sibirien anlief. Südgeorgien widmete dem Schiff ein Briefmarkenmotiv.

## Unfall in der Antarktis 2007

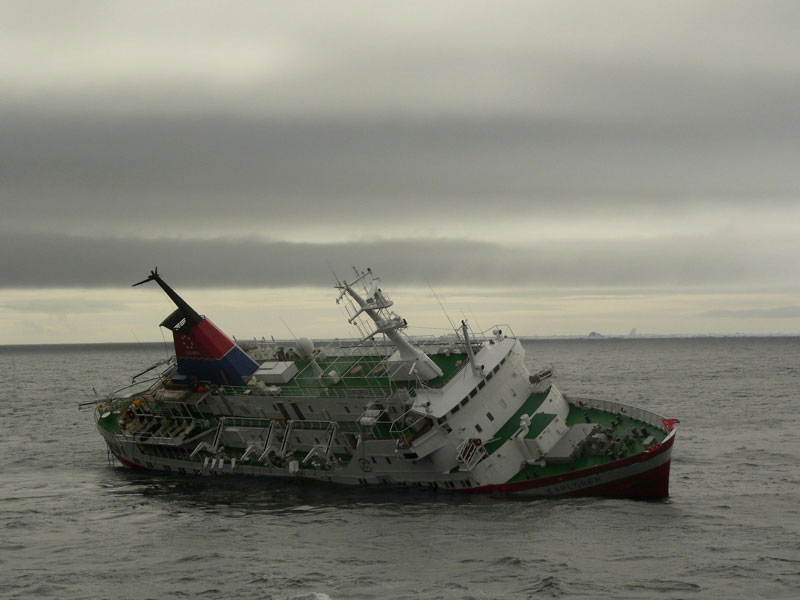
Sinkende Explorer

Am Morgen des 23. November 2007 um 5:24 Uhr UTC kollidierte die Explorer, die sich auf einer Kreuzfahrt vom argentinischen Ushuaia zur Antarktischen Halbinsel befand, etwa 26 Seemeilen östlich der zu den Südlichen Shetlandinseln gehörenden King-George-Insel vermutlich mit einem Eisberg und schlug dabei leck (62° 24′ S, 57° 16′ W). Etwa 15 Stunden nach der Kollision, nach Angaben von G.A.P. Adventures bereits gegen 19 Uhr UTC, sank sie in etwa 1.100 Meter Tiefe.
91 Passagiere, neun Expeditionsleiter und Lektoren sowie 52 Besatzungsmitglieder begaben sich bei ruhiger See in die Rettungsboote und wurden von der sich in der Nähe befindenden Nordnorge – ein in den Sommermonaten der Südhemisphäre auch für Kreuzfahrten in die Antarktis eingesetztes Schiff der norwegischen Reederei Hurtigruten AS – aufgenommen. Der Kapitän und der Erste Offizier blieben an Bord und versuchten, das Schiff schwimmfähig zu halten, gaben jedoch im Laufe des Tages auf. Die Nordnorge brachte die Schiffbrüchigen zur chilenischen Antarktisstation Presidente Eduardo Frei Montalva auf der King-George-Insel. Von dort wurden sie in den folgenden beiden Tagen mit einem Lockheed C-130 Hercules-Transportflugzeug der chilenischen Luftwaffe zum Stützpunkt Punta Arenas geflogen.
Durch den Untergang des Schiffes flossen etwa 185.000 Liter Treibstoff ins Meer. Argentinien kündigte an, sich für eine Einschränkung des Antarktistourismus einsetzen zu wollen.
Auch Wissenschaftler forderten, es sollten weniger Touristen in den sensiblen Lebensraum Antarktis reisen, um die Gefahr derartiger Unfälle zu verringern.
Im Januar 2008 wurde das Wrack der Explorer durch das britische Forschungsschiff Endurance am Nordwest-Ende der Bransfieldstraße auf der Position 62° 24′ 18″ S, 57° 11′ 46″ W und damit rund vier Kilometer von der Stelle des Untergangs entfernt in einer Tiefe von 1.130 m lokalisiert.

## Technische Daten
Das Schiff wurde von zwei Dieselmotoren mit jeweils 1398 kW Leistung angetrieben. Die Motoren wirkten auf zwei Verstellpropeller. Das Schiff war mit einem Bugstrahlruder und mit Stabilisatoren ausgerüstet. Die Reichweite des Schiffes betrug mindestens 5300 Seemeilen.

## In den Medien
Der Untergang wurde in der ersten Staffel der US-amerikanischen Doku-Serie In Seenot in der Folge „Die letzte Kreuzfahrt der ‚MV Explorer‘“ (Original: „Disasters at Sea“, „The Ice Ship“) thematisiert.
Der australische YouTube-Kanal „Oceanliner Designs“ widmete 2024 dem Untergang des Schiffes eine rund halbstündige Dokumentation.